# Rolando Pagnini
Rolando Pagnini (Sambuca Pistoiese, 1911 – 1965) è stato un architetto italiano.

## Biografia
Frequenta la Regia Scuola Superiore di Architettura di Firenze, dove si laurea nel 1942. Nel 1960 consegue la libera docenza in Composizione Architettonica presso la Facoltà di Architettura di Firenze.

## Regesto delle opere
- Progetto di concorso per la ricostruzione del Ponte alle Grazie, Firenze, 1946
- Ricostruzione dell'abside e della rotonda della Basilica di Santa Maria delle Grazie, San Giovanni Valdarno, 1950 (in collaborazione con Bruno Perotti)
- Villa "Le Scalette" (Villa Conenna), Fiesole, 1951-53
- Stabilimento Industriale Targetti Sankey, Firenze, 1957-59
- Villa Rusconi Clerici, Punta Ala, 1961